# Cardwellia sublimis
Cardwellia sublimis är en tvåhjärtbladig växtart som beskrevs av F. Müll.. Cardwellia sublimis ingår i släktet Cardwellia och familjen Proteaceae. Inga underarter finns listade i Catalogue of Life.